# Temporada do Sport Lisboa e Benfica de 2015–16
O Sport Lisboa e Benfica, na temporada 2015/16, participou em cinco competições: Primeira Liga, Taça de Portugal, Taça da Liga, Supertaça Cândido de Oliveira e UEFA Champions League.

## Uniforme
Fornecedor:
- Adidas

Patrocinador Principal:
- Emirates Airlines

| 1ª | 2ª | Goleiro | Goleiro | Goleiro |  |

## Jogadores

### Transferências

#### Entradas
|  | Date                | Posição | Número | Jogador                | Idade | From                | Ends | Fee         | Ref         |
|  | ------------------- | ------- | ------ | ---------------------- | ----- | ------------------- | ---- | ----------- | ----------- |
|  | 20 May 2015         | FW      | —      | Jhon Murillo           | 19    | Zamora              | 2020 | Undisclosed | [ 1 ] [ 2 ] |
|  | 31 May 2015         | DF      | 79     | Vitali Lystsov         | 19    | União de Leiria     | 2020 | Undisclosed | [ 3 ]       |
|  | 12 June 2015        | MF      | 23     | Adel Taarabt           | 26    | Queens Park Rangers | 2020 | Free        | [ 2 ] [ 4 ] |
|  | 13 de junho de 2015 | MF      | 39     | Mehdi Carcela-Gonzalez | 25    | Standard Liège      | 2019 | Undisclosed | [ 2 ] [ 5 ] |
|  | 26 de junho de 2015 | GK      | 1      | Ederson                | 21    | Rio Ave             | 2020 | Undisclosed | [ 2 ]       |
|  | 26 de Junho de 2015 | DF      | 3      | Marçal                 | 26    | Nacional            | 2020 | Undisclosed | [ 2 ]       |
|  | 26 de Junho de 2015 | FW      | —      | Dálcio                 | 19    | Belenenses          |      |             | [ 2 ]       |
|  | 26 de Junho de 2015 | MF      | —      | Diego Lopes            | 21    | Rio Ave             | 2020 | Undisclosed | [ 2 ]       |
|  | 26 June 2015        | MF      | —      | Léo Natel              | 18    | Milan               |      |             | [ 2 ]       |
|  | 26 June 2015        | MF      | —      | Pelé                   | 23    | Belenenses          |      |             | [ 2 ]       |
|  | 26 June 2015        | FW      | 64     | Francisco Vera         | 21    | Rubio Ñu            | 2020 | Undisclosed | [ 2 ]       |
|  | 13 August 2015      | FW      | 9      | Raúl Jiménez           | 24    | Atlético Madrid     | 2020 | Undisclosed | [ 6 ]       |
|  | 29 December 2015    | DF      | 3      | Álex Grimaldo          | 20    | Barcelona           | 2021 | €1,500,000  | [ 7 ]       |

#### Entradas de jogadores por empréstimo
| Date          | Pos | No. | Player                 | Age | From            | Ends                | Fee         | Ref   |
| ------------- | --- | --- | ---------------------- | --- | --------------- | ------------------- | ----------- | ----- |
| 15 July 2015  | DF  | 28  | Sílvio                 | 27  | Atlético Madrid | 30 de junho de 2016 | Free        | [ 8 ] |
| 6 August 2015 | FW  | 11  | Konstantinos Mitroglou | 27  | Fullham         | 30 de junho de 2016 | Undisclosed | [ 9 ] |

#### Saídas
| Date         | Pos | No. | Player             | Age | To                   | Fee             | Ref                 |
| ------------ | --- | --- | ------------------ | --- | -------------------- | --------------- | ------------------- |
| 25 May 2015  | DF  | —   | João Cancelo       | 20  | Valencia             | Undisclosed     | [ 2 ] [ 10 ]        |
| 9 June 2015  | MF  | 8   | Miralem Sulejmani  | 26  | Young Boys           | Undisclosed     | [ 2 ] [ 11 ]        |
| 12 June 2015 | FW  | —   | Rogelio Funes Mori | 24  | Monterrey            | Undisclosed     | [ 2 ] [ 12 ]        |
| 12 June 2015 | MF  | —   | André Gomes        | 21  | Valencia             | Fim de contrato | [ 2 ] [ 13 ] [ 14 ] |
| 15 June 2015 | FW  | —   | Rodrigo            | 24  | Valencia             | End of contract | [ 2 ] [ 15 ] [ 16 ] |
| 18 June 2015 | MF  | 77  | Rúben Pinto        | 23  | Belenenses           | Undisclosed     | [ 17 ]              |
| 23 June 2015 | DF  | 23  | Loris Benito       | 23  | Young Boys           | Undisclosed     | [ 2 ] [ 18 ]        |
| 27 June 2015 | DF  | 76  | Bruno Gaspar       | 22  | Vitória de Guimarães | Undisclosed     | [ 19 ]              |
| 30 June 2015 | MF  | —   | Airton             | 25  | Unattached           | Fim de contrato |                     |
| 30 June 2015 | GK  | 1   | Artur              | 34  | Unattached           | Fim de contrato |                     |
| 30 June 2015 | DF  | 14  | Maxi Pereira       | 31  | Unattached           | Fim de contrato |                     |
| 10 July 2015 | FW  | 19  | Ivan Cavaleiro     | 21  | Monaco               | Undisclosed     | [ 20 ]              |
| 24 July 2015 | FW  | 11  | Lima               | 32  | Al Ahli Club         | €7,000,000      | [ 21 ] [ 22 ]       |

#### Saída de jogadores por empréstimo
| Date             | Pos | No. | Player             | Age | To                  | Ends             | Ref    |
| ---------------- | --- | --- | ------------------ | --- | ------------------- | ---------------- | ------ |
| 29 June 2015     | FW  | —   | Dálcio             | 19  | Belenenses          | 30 June 2016     | [ 23 ] |
| 10 July 2015     | FW  | 32  | Bebé               | 24  | Rayo Vallecano      | 30 June 2016     | [ 24 ] |
| 10 July 2015     | MF  | 67  | Hélder Costa       | 21  | Monaco              | 30 June 2016     | [ 25 ] |
| 16 July 2015     | FW  | —   | Jhon Murillo       | 20  | Tondela             | 30 June 2016     | [ 26 ] |
| 18 July 2015     | DF  | 37  | César              | 22  | Flamengo            | 30 June 2016     | [ 27 ] |
| 20 July 2015     | FW  | 9   | Derley             | 27  | Kayserispor         | 30 June 2016     | [ 28 ] |
| 22 July 2015     | MF  | —   | Diego Lopes        | 21  | Kayserispor         | 30 June 2016     | [ 29 ] |
| 30 July 2015     | FW  | 83  | Rui Fonte          | 25  | Braga               | 30 June 2016     | [ 30 ] |
| 1 August 2015    | MF  | —   | Pelé               | 23  | Paços de Ferreira   | 30 June 2016     | [ 31 ] |
| 7 August 2015    | FW  | —   | Yannick Djaló      | 29  | Mordovia Saransk    | 31 December 2015 | [ 32 ] |
| 10 August 2015   | MF  | 26  | Raphael Guzzo      | 20  | Tondela             | 30 June 2016     | [ 33 ] |
| 13 August 2015   | MF  | —   | Luis Fariña        | 24  | Rayo Vallecano      | 30 June 2016     | [ 34 ] |
| 14 August 2015   | MF  | 6   | Rúben Amorim       | 30  | Al-Wakrah           | 30 June 2016     | [ 35 ] |
| 20 August 2015   | FW  | 25  | Jonathan Rodríguez | 22  | Deportivo La Coruña | 30 June 2016     | [ 36 ] |
| 20 August 2015   | DF  | 3   | Marçal             | 26  | Gaziantepspor       | 30 June 2016     | [ 37 ] |
| 28 August 2015   | MF  | 27  | Hany Mukhtar       | 20  | Red Bull Salzburg   | 30 June 2016     | [ 38 ] |
| 29 August 2015   | MF  | —   | Daniel Candeias    | 27  | Metz                | 30 June 2016     | [ 39 ] |
| 1 September 2015 | MF  | 15  | Ola John           | 23  | Reading             | 30 June 2016     | [ 40 ] |
| 1 September 2015 | DF  | —   | Sidnei             | 26  | Deportivo La Coruña | 30 June 2016     | [ 41 ] |
| 4 September 2015 | FW  | 16  | Nélson Oliveira    | 24  | Nottingham Forest   | 30 June 2016     | [ 42 ] |

## Pré-temporada e amigáveis

### International Champions Cup de 2015
| 18 de julho   | Benfica                                | 2 – 3     | Paris Saint-Germain                                                | BMO Field, Toronto                        |
| 20:30 (UTC−4) | Talisca 34' · Jonas 42' · Lisandro 89' | Relatório | Kimpembe 23' · Augustin 29' · Lucas 60' 64' (Penálti ) · Digne 79' | Público: 18 000 Árbitro: CAN Drew Fischer |

| 24 de julho   | Benfica         | 0 – 0     | Fiorentina                                                          | Rentschler Field, East Hartford           |
| 20:00 (UTC−4) | Luisão 30', 66' | Relatório | Basanta 16' Gonzalo 29' Alonso 36' Iličić 44' Hegazy 74' Badelj 90' | Público: 15 791 Árbitro: USA Sorin Stoica |

|                                                          |       | Penalidades                              |  |
| André Almeida Pizzi Sílvio Nélson Oliveira Mehdi Carcela | 4 – 5 | Pasqual Badelj Iličić Rebić Mario Suárez |  |

| 26 de julho   | New York Red Bulls                                         | 2 – 1     | Benfica      | Red Bull Arena, Harrison    |
| 19:30 (UTC−4) | Wright-Phillips 34' · Robles 45' · Grella 56' · Miller 85' | Relatório | Pizzi 7' 20' | Árbitro: USA Alex Chilowicz |

| 28 de julho   | América                           | 0 – 0     | Benfica    | Estádio Azteca, Cidade do México |
| 21:00 (UTC−5) | Alvarado 16' Güémez 31' Burón 70' | Relatório | Marçal 85' |                                  |

|                                                    |       | Penalidades                        |  |
| Cristante Gaitán Santos Samaris Jonathan Rodríguez | 3 – 4 | Martínez Zúñiga Marín Colula Rosel |  |

### Eusébio Cupde 2015
A partida segue o fuso horário mexicano (UTC-5).
| 02 de Agosto de 2015 | Monterrey                                                                | 3 – 0     | Benfica | Estadio BBVA Bancomer, Monterrey |
| 22:00                | César Martínez 49' · Rogelio Funes Mori 58' (pen). · Santiago Rivera 81' | Relatório |         | Público: 51 000                  |

| Monterrey | Benfica |

| MONTERREY:      |    |                      |     |
|                 |    |                      |     |
| GR              | 1  | Jonathan Orozco      |     |
| D               | 2  | Severo Meza (c)      |     |
| D               | 3  | Stefan Medina        |     |
| D               | 15 | Edgar Castillo       |     |
| D               | 21 | Hiram Mier           |     |
| M               | 10 | Edwin Cardona        | 46' |
| M               | 18 | Neri Cardozo         | 46' |
| M               | 27 | Luis Ernesto Pérez   | 62' |
| M               | 8  | Dorlan Pabón         | 46' |
| A               | 9  | Aldo de Nigris       | 46' |
| A               | 17 | Jesús Eduardo Zavala | 46' |
| Reservas:       |    |                      |     |
| GR              | 23 | Juan de Dios Ibarra  |     |
| D               | 4  | Ricardo Osorio       |     |
| D               | 6  | Efraín Juárez        | 46' |
| D               | 14 | Bernardo Hernández   | 62' |
| D               | 29 | Luis López           |     |
| M               | 5  | Walter Gargano       | 46' |
| M               | 16 | Cándido Ramírez      | 46' |
| M               | 93 | Mauricio Talancón    |     |
| M               | 96 | César Martínez       |     |
| A               | 7  | Rogelio Funes Mori   | 46' |
| A               | 11 | Pablo Barrera        |     |
| A               | 30 | Marcelo Gracía       |     |
| A               | 35 | Santiago Rivera      |     |
| Treinador:      |    |                      |     |
| Antonio Mohamed |    |                      |     |

| BENFICA:    |    |                    |     |
|             |    |                    |     |
| GR          | 12 | Júlio César        |     |
| D           | 28 | Sílvio             |     |
| D           | 34 | André Almeida      | 59' |
| D           | 2  | Lisandro López     |     |
| D           | 4  | Luisão (c)         | 39' |
| M           | 5  | Ljubomir Fejsa     | 78' |
| M           | 10 | Nicolás Gaitán     |     |
| M           | 30 | Anderson Talisca   |     |
| M           | 21 | Pizzi              | 59' |
| A           | 17 | Jonas              | 78' |
| A           | 25 | Jonathan Rodríguez | 59' |
| Reservas:   |    |                    |     |
| GR          | 1  | Ederson            |     |
| G           | 13 | Paulo Lopes        |     |
| D           | 50 | Nélson Semedo      | 59' |
| D           | 14 | Victor Lindelöf    | 59' |
| D           | 33 | Jardel             |     |
| D           | 3  | Marçal             |     |
| D           | 19 | Eliseu             |     |
| M           | 7  | Andreas Samaris    | 39' |
| M           | 39 | Mehdi Carcela      | 59' |
| M           | 22 | Filip Đuričić      |     |
| M           | 23 | Adel Taarabt       |     |
| M           | 24 | Bryan Cristante    | 78' |
| M           | 26 | Raphael Guzzo      |     |
| M           | 40 | João Teixeira      |     |
| M           | 15 | Ola John           |     |
| A           | 20 | Gonçalo Guedes     |     |
| A           | 16 | Nélson Oliveira    | 59' |
| A           | 38 | Nunu Santos        | 78' |
| Treinador:  |    |                    |     |
| Rui Vitória |    |                    |     |

### Supertaça Cândido de Oliveira de 2015
A partida segue o fuso horário português (UTC-5).
| 09 de Agosto de 2015 | Benfica | 0 – 1 | Sporting          | Estádio Algarve, Loulé              |
| 20:45                |         |       | Teo Gutíerrez 53' | Público: ? Árbitro: POR Jorge Sousa |

| Benfica | Sporting |

| Benfica:    |    |                            |
|             |    |                            |
|             |    |                            |
| GR          | 12 | Júlio César                |
| D           | 2  | Lisandro López             |
| D           | 28 | Sílvio 39'                 |
| D           | 33 | Jardel                     |
| D           | 50 | Nélson Semedo              |
| M           | 5  | Ljubomir Fejsa 50' 78'     |
| M           | 7  | Andreas Samaris 72'        |
| M           | 10 | Nicolás Gaitán 76'         |
| M           | 15 | Ola John 81'               |
| A           | 17 | Jonas 61'                  |
| A           | 30 | Anderson Talisca 58'       |
| Suplentes:  |    |                            |
| GR          | 1  | Ederson                    |
| D           | 19 | Eliseu                     |
| D           | 34 | André Almeida              |
| M           | 21 | Pizzi 56'                  |
| A           | 11 | Konstantinos Mitroglou 72' |
| A           | 16 | Gonçalo Guedes 82'         |
| A           | 38 | Jonathan Rodríguez         |
| Reservas:   |    |                            |
| Treinador:  |    |                            |
| Rui Vitória |    |                            |

| Sporting:   |    |                      |     |
|             |    |                      |     |
| GR          | 1  | Rui Patrício         |     |
| D           | 4  | Jefferson            |     |
| D           | 15 | Paulo Oliveira 59'   |     |
| D           | 21 | João Pereira 58'     |     |
| D           | 44 | Naldo 39'            |     |
| M           | 17 | João Mário 56'       |     |
| M           | 18 | André Carrillo 63'   |     |
| M           | 30 | Bryan Ruiz           |     |
| M           | 23 | Adrien Silva 57' 59' |     |
| A           | 9  | Islam Slimani 17'    |     |
| A           | 19 | Teófilo Gutierrez    | 59' |
| Reservas:   |    |                      |     |
| GR          | 1  | Ederson              |     |
| G           | 13 | Paulo Lopes          |     |
| D           | 50 | Nélson Semedo        | 59' |
| D           | 14 | Victor Lindelöf      | 59' |
| D           | 33 | Jardel               |     |
| D           | 3  | Marçal               |     |
| D           | 19 | Eliseu               |     |
| M           | 7  | Andreas Samaris      | 39' |
| M           | 39 | Mehdi Carcela        | 59' |
| M           | 22 | Filip Đuričić        |     |
| M           | 23 | Adel Taarabt         |     |
| M           | 24 | Bryan Cristante      | 78' |
| M           | 26 | Raphael Guzzo        |     |
| M           | 40 | João Teixeira        |     |
| M           | 15 | Ola John             |     |
| A           | 20 | Gonçalo Guedes       |     |
| A           | 16 | Nélson Oliveira      | 59' |
| A           | 38 | Nunu Santos          | 78' |
| Treinador:  |    |                      |     |
| Jorge Jesus |    |                      |     |

### Primeira Liga de 2015–16
Vitória
      Empate
      Derrota

#### Campeonato  Jornada 1
| Domingo - 16 de agosto de 2016 | Benfica                                                                       | 4 – 0     | Estoril Praia | Lisboa, Portugal                                   |  |
| 20:30 UTC                      | Konstantinos Mitroglou 74' · Jonas 78' (g.p.) · Jonas 81' · Nélson Semedo 89' | Relatório |               | Estádio: Estádio da Luz Árbitro: POR Tiago Martins |  |

| Benfica | Estoril Praia |

| Benfica:    |    |                                |
|             |    |                                |
|             |    |                                |
| GR          | 12 | Júlio César                    |
| D           | 50 | Nélson Semedo 89'              |
| D           | 2  | Lisandro López 17'             |
| D           | 4  | Luisão                         |
| D           | 19 | Eliseu                         |
| M           | 5  | Ljubomir Fejsa                 |
| M           | 21 | Pizzi 61'                      |
| M           | 10 | Nicolás Gaitán                 |
| M           | 15 | Ola John 61'                   |
| A           | 11 | Konstantinos Mitroglou 74' 84' |
| A           | 17 | Jonas 78' (pen)., 81'          |
| Suplentes:  |    |                                |
| GR          | 1  | Ederson                        |
| D           | 28 | Sílvio                         |
| M           | 7  | Andreas Samaris                |
| M           | 30 | Anderson Talisca 61'           |
| A           | 20 | Gonçalo Guedes 84'             |
| A           | 31 | Victor Andrade 61'             |
| A           | 25 | Jonathan Rodríguez             |
| Reservas:   |    |                                |
| Treinador:  |    |                                |
| Rui Vitória |    |                                |

| Estoril Praia: |    |                       |     |
|                |    |                       |     |
| GR             | 1  | Paweł Kieszek         |     |
| D              | 5  | Ânderson Luís 48' 72' |     |
| D              | 7  | Mano                  |     |
| D              | 2  | Yohan Tavares         |     |
| D              | 34 | Diego Carlos          |     |
| M              | 6  | Afonso Taira 79'      |     |
| M              | 91 | Leandro Chaparro 80'  |     |
| M              | 55 | Babanco               |     |
| M              | 19 | Sebá 67'              |     |
| A              | 9  | Islam Slimani 17'     |     |
| A              | 19 | Teófilo Gutierrez     | 59' |
| Treinador:     |    |                       |     |
| Fabiano Soares |    |                       |     |

### Campeonato nacional
A partida segue o fuso horário português (UTC-5).
| domingo - 20 dezembro 2015 | Benfica | 3 – 1     | Rio Ave            | Estádio da Luz, Lisboa                  |
| 16:00 UTC                  |         | Relatório | André Carrillo 53' | Público: ? Árbitro: POR Manuel Oliveira |

| Benfica | Rio Ave |

| Benfica:    |    |                            |
|             |    |                            |
|             |    |                            |
| GR          | 12 | Júlio César                |
| D           | 34 | André Almeida              |
| D           | 2  | Lisandro López             |
| D           | 33 | Jardel                     |
| D           | 19 | Eliseu                     |
| M           | 7  | Andreas Samaris 8' 46'     |
| M           | 21 | Pizzi 76'                  |
| M           | 85 | Renato Sanches 81'         |
| M           | 85 | Gonçalo Guedes 59'         |
| A           | 9  | Konstantinos Mitroglou 69' |
| A           | 17 | Jonas 4' 81'               |
| Suplentes:  |    |                            |
| GR          | 1  | Ederson                    |
| M           | 5  | Ljubomir Fejsa 50' 78'     |
| D           | 34 | André Almeida              |
| M           | 21 | Pizzi 56'                  |
| A           | 11 | Konstantinos Mitroglou 72' |
| A           | 16 | Gonçalo Guedes 82'         |
| A           | 38 | Jonathan Rodríguez         |
| Reservas:   |    |                            |
| Treinador:  |    |                            |
| Rui Vitória |    |                            |

| Sporting:   |    |                      |     |
|             |    |                      |     |
| GR          | 1  | Rui Patrício         |     |
| D           | 4  | Jefferson            |     |
| D           | 15 | Paulo Oliveira 59'   |     |
| D           | 21 | João Pereira 58'     |     |
| D           | 44 | Naldo 39'            |     |
| M           | 17 | João Mário 56'       |     |
| M           | 18 | André Carrillo 63'   |     |
| M           | 30 | Bryan Ruiz           |     |
| M           | 23 | Adrien Silva 57' 59' |     |
| A           | 9  | Islam Slimani 17'    |     |
| A           | 19 | Teófilo Gutierrez    | 59' |
| Reservas:   |    |                      |     |
| GR          | 1  | Ederson              |     |
| G           | 13 | Paulo Lopes          |     |
| D           | 50 | Nélson Semedo        | 59' |
| D           | 14 | Victor Lindelöf      | 59' |
| D           | 33 | Jardel               |     |
| D           | 3  | Marçal               |     |
| D           | 19 | Eliseu               |     |
| M           | 7  | Andreas Samaris      | 39' |
| M           | 39 | Mehdi Carcela        | 59' |
| M           | 22 | Filip Đuričić        |     |
| M           | 23 | Adel Taarabt         |     |
| M           | 24 | Bryan Cristante      | 78' |
| M           | 26 | Raphael Guzzo        |     |
| M           | 40 | João Teixeira        |     |
| M           | 15 | Ola John             |     |
| A           | 20 | Gonçalo Guedes       |     |
| A           | 16 | Nélson Oliveira      | 59' |
| A           | 38 | Nunu Santos          | 78' |
| Treinador:  |    |                      |     |
| Jorge Jesus |    |                      |     |

| Domingo - 20 Dezembro 2015 3 | Benfica                                 | 3 – 1     | FC Porto          | Lisboa                                                           |  |
| 16:00 UTC                    | Jonas 4' · Jonas 81' · Raúl Jiménez 83' | Relatório | Renan Bressan 13' | Estádio: Estádio da Luz Público: 45 955 Árbitro: Manuel Oliveira |  |

#### Campeonato - Jornada 22
| sexta feira - 12 de fevereiro de 2016 | Benfica                                 | 1 – 2     | Porto             | Lisboa, Portugal                                   |  |
| 20:30 UTC                             | Jonas 4' · Jonas 81' · Raúl Jiménez 83' | Relatório | Renan Bressan 13' | Estádio: Estádio da Luz Árbitro: Artur Soares Dias |  |

| Benfica | Porto |

| Benfica:    |    |                            |
|             |    |                            |
|             |    |                            |
| GR          | 12 | Júlio César                |
| D           | 34 | André Almeida 88'          |
| D           | 14 | Victor Lindelöf            |
| D           | 33 | Jardel                     |
| D           | 19 | Eliseu 80'                 |
| M           | 7  | Andreas Samaris 69'        |
| M           | 21 | Pizzi 69'                  |
| M           | 85 | Renato Sanches             |
| M           | 10 | Nicolás Gaitán             |
| A           | 9  | Konstantinos Mitroglou 18' |
| A           | 17 | Jonas                      |
| Suplentes:  |    |                            |
| GR          | 1  | Ederson                    |
| D           | 28 | Sílvio                     |
| D           | 50 | Nélson Semedo              |
| M           | 30 | Anderson Talisca 69'       |
| A           | 18 | Eduardo Salvio 80'         |
| A           | 39 | Mehdi Carcela 69' 79'      |
| A           | 9  | Raúl Jiménez               |
| Treinador:  |    |                            |
| Rui Vitória |    |                            |

| Porto:       |    |                        |     |
|              |    |                        |     |
| GR           | 12 | Iker Casillas          |     |
| D            | 2  | Maxi Pereira           |     |
| D            | 3  | Bruno Martins Indi     |     |
| D            | 63 | Chidozie Awaziem       |     |
| D            | 21 | Miguel Layún 88'       |     |
| M            | 22 | Danilo Pereira         |     |
| M            | 16 | Héctor Herrera 28' 30' |     |
| M            | 20 | André André 74'        |     |
| M            | 17 | Jésus Corona 59'       |     |
| A            | 9  | Vincent Aboubakar 65'  |     |
| A            | 8  | Yacine Brahimi         | 86' |
| Suplentes:   |    |                        |     |
| GR           | 1  | Helton                 |     |
| D            | 14 | Rúben Neves 74' 75'    |     |
| D            | 6  | José Ángel             |     |
| M            | 13 | Sérgio Oliveira        |     |
| A            | 11 | Moussa Marega 59'      |     |
| A            | 39 | Suk Hyun-jun           |     |
| A            | 7  | Silvestre Varela 86'   |     |
| Treinador:   |    |                        |     |
| José Peseiro |    |                        |     |

#### Campeonato - Jornada 23
| sexta feira - 20 de fevereiro de 2016 | Paços de Ferreira                       | 1 – 3        | Benfica           | Paços de Ferreira, Portugal            |  |
| 18:30 UTC                             | Jonas 4' · Jonas 81' · Raúl Jiménez 83' | [ Relatório] | Renan Bressan 13' | Estádio: Estádio da Mata Real Árbitro: |  |

| Paços de Ferreira | Benfica |

#### Campeonato - Jornada 24
| sexta feira - 29 de fevereiro de 2016 | Benfica              | 2 – 0     | União da Madeira | Lisboa, Portugal                               |  |
| 19:45 UTC                             | Jonas 5' · Jonas 76' | Relatório |                  | Estádio: Estádio da Luz Árbitro: Cosme Machado |  |

| Benfica | União da Madeira |

| Benfica:    |    |                             |
|             |    |                             |
|             |    |                             |
| GR          | 12 | Júlio César                 |
| D           | 50 | Nélson Semedo               |
| D           | 14 | Victor Lindelöf 78'         |
| D           | 33 | Jardel                      |
| D           | 19 | Alex Grimaldo               |
| M           | 7  | Andreas Samaris 69'         |
| M           | 21 | Pizzi                       |
| M           | 85 | Anderson Talisca 70'        |
| M           | 10 | Nicolás Gaitán 85'          |
| A           | 9  | Konstantinos Mitroglou 82'  |
| A           | 17 | Jonas                       |
| Suplentes:  |    |                             |
| GR          | 1  | Ederson                     |
| D           | 28 | Sílvio                      |
| D           | 50 | André Almeida (futebolista) |
| M           | 30 | Renato Sanches              |
| A           | 18 | Eduardo Salvio 70'          |
| A           | 2o | Gonçalo Guedes 85'          |
| A           | 9  | Raúl Jiménez 82'            |
| Treinador:  |    |                             |
| Rui Vitória |    |                             |

| Porto:               |    |                        |     |
|                      |    |                        |     |
| GR                   | 71 | Raúl Gudiño            |     |
| D                    | 2  | Maxi Pereira           |     |
| D                    | 3  | Bruno Martins Indi     |     |
| D                    | 63 | Chidozie Awaziem       |     |
| D                    | 21 | Miguel Layún 88'       |     |
| M                    | 22 | Danilo Pereira         |     |
| M                    | 16 | Héctor Herrera 28' 30' |     |
| M                    | 20 | André André 74'        |     |
| M                    | 17 | Jésus Corona           |     |
| A                    | 15 | Danilo Dias 65'        |     |
| A                    | 8  | Yacine Brahimi         | 86' |
| Suplentes:           |    |                        |     |
| GR                   | 1  | Helton                 |     |
| D                    | 14 | Rúben Neves 74' 75'    |     |
| D                    | 6  | José Ángel             |     |
| M                    | 13 | Sérgio Oliveira        |     |
| A                    | 11 | Moussa Marega 59'      |     |
| A                    | 39 | Suk Hyun-jun           |     |
| A                    | 7  | Silvestre Varela 86'   |     |
| Treinador:           |    |                        |     |
| Luís Norton de Matos |    |                        |     |

#### Campeonato - Jornada 25
| sábado - 5 de março de 2016 | Sporting | 0 –1         | Benfica   | Alvalade, Portugal                    |  |
| 18:30 UTC                   |          | [ Relatório] | Mitroglou | Estádio: Estádio de Alvalade Árbitro: |  |

| Sporting | Benfica |

#### Campeonato Jornada 29
| sábado - 9 de abril de 2016 | Académica de Coimbra | 1 – 2     | Benfica                                       | Coimbra, Portugal                                                                   |  |
| 18:30 UTC                   | Pedro Nuno 17'       | Relatório | Konstantinos Mitroglou 39' · Raúl Jiménez 85' | Estádio: Estádio Cidade de Coimbra Público: 26 444 Espetadores Árbitro: João Capela |  |

| Cores do Time Académica | Benfica |

| Académica:     |    |                        |
|                |    |                        |
|                |    |                        |
| GR             | 88 | Pedro Trigueira        |
| D              | 43 | Nii Plange 90+1'       |
| D              | 5  | Ricardo Nascimento 21' |
| D              | 14 | Iago Santos 45'        |
| M              | 55 | Rafa Soares            |
| M              | 27 | Pedro Nuno 28' 65'     |
| M              | 7  | Marinho 73'            |
| A              | 9  | Rabiola 87'            |
| A              | 30 | Rafael Lopes           |
| Suplentes:     |    |                        |
| GR             | 32 | Lee Oliveira           |
| D              | 2  | Aderlan Silva 87'      |
| D              | 23 | William Gustavo        |
| M              | 20 | Rui Pedro 65'          |
| A              | 48 | Artur Taborda          |
| A              | 77 | Hugo Seco 73'          |
| A              | 10 | Ivanildo               |
| Treinador:     |    |                        |
| Filipe Gouveia |    |                        |

| Benfica:    |    |                            |
|             |    |                            |
| GR          | 1  | Ederson Moraes             |
| D           | 34 | André Almeida              |
| D           | 14 | Victor Lindelöf 62'        |
| D           | 33 | Jardel                     |
| D           | 19 | Eliseu                     |
| M           | 5  | Ljubomir Fejsa             |
| M           | 21 | Pizzi 90'                  |
| M           | 85 | Renato Sanches             |
| M           | 10 | Nicolás Gaitán             |
| A           | 11 | Konstantinos Mitroglou 70' |
| A           | 17 | Jonas 58' 83'              |
| Suplentes:  |    |                            |
| GR          | 13 | Paulo Lopes                |
| D           | 50 | Nélson Semedo              |
| D           | 2  | Lisandro López             |
| M           | 7  | Andreas Samaris 90'        |
| M           | 30 | Anderson Talisca           |
| A           | 18 | Eduardo Salvio 83'         |
| A           | 9  | Raúl Jiménez 70'           |
| Treinador:  |    |                            |
| Rui Vitória |    |                            |

#### Campeonato - Jornada 30
| segunda feira - 18 de abril de 2016 | Benfica                   | 2 – 1     | Vitória de Setúbal | Lisboa, Portugal                           |  |
| 21:00 UTC                           | Gol marcado · Gol marcado | Relatório |                    | Estádio: Estádio da Luz Árbitro: Rui Costa |  |

| Benfica | Cores do Time Vitória de Setúbal |

#### Campeonato  Jornada 33
| domingo - 8 de maio de 2016 | Marítimo | 0 – 2     | Benfica                                           | Funchal, Madeira, Portugal                              |  |
| 20:30 UTC                   |          | Relatório | Konstantinos Mitroglou 48' · Anderson Talisca 83' | Estádio: Estádio dos Barreiros Árbitro: Fábio Veríssimo |  |

| Marítimo | Benfica |

| Bayern de Munique: |    |                               |
|                    |    |                               |
|                    |    |                               |
| GR                 | 78 | Romain Salin                  |
| D                  | 2  | João Diogo 73'                |
| D                  | 91 | Patrick Vieira 90+8'          |
| D                  | 5  | Dirceu 11'                    |
| D                  | 62 | Maurício Antônio 60'          |
| M                  | 23 | Damien Plessis                |
| M                  | 7  | Alex Soares 63'               |
| M                  | 11 | Éber Bessa 90+4'              |
| M                  | 35 | Fransérgio 82'                |
| A                  | 12 | Edgar Costa 65' 85'           |
| A                  | 60 | Donald Djoussé                |
| Suplentes:         |    |                               |
| GR                 | 80 | Predefinição:Country data IRA |
| D                  | 4  | Deyvison                      |
| D                  | 8  | 60'                           |
| M                  | 20 | Alemanha                      |
| A                  | 19 | 85'                           |
| A                  | 14 | Espanha                       |
| A                  | 29 | 70'                           |
| Treinador:         |    |                               |
| Nelo Vingada       |    |                               |

| Benfica:    |    |                                |
|             |    |                                |
| GR          | 1  | Ederson Moraes                 |
| D           | 34 | André Almeida                  |
| D           | 14 | Victor Lindelöf                |
| D           | 33 | Jardel 44'                     |
| D           | 19 | Eliseu 30'                     |
| M           | 5  | Ljubomir Fejsa                 |
| M           | 21 | Pizzi                          |
| M           | 85 | Renato Sanches 29'             |
| M           | 39 | Mehdi Carcela 66'              |
| A           | 11 | Konstantinos Mitroglou 48' 86' |
| A           | 17 | Jonas 79'                      |
| Suplentes:  |    |                                |
| GR          | 13 | Paulo Lopes                    |
| D           | 50 | Nélson Semedo                  |
| D           | 2  | Lisandro López                 |
| M           | 7  | Andreas Samaris 90'            |
| M           | 30 | Anderson Talisca               |
| A           | 18 | Eduardo Salvio 83'             |
| A           | 9  | Raúl Jiménez 70'               |
| Treinador:  |    |                                |
| Rui Vitória |    |                                |

## Taça da Liga

### Grupo B
| Time       | J | V | E | D | GP | GC | SG | Pts |
| ---------- | - | - | - | - | -- | -- | -- | --- |
| Benfica    | 3 | 3 | 0 | 0 | 8  | 1  | +7 | 9   |
| Moreirense | 3 | 1 | 1 | 1 | 5  | 8  | −3 | 4   |
| Nacional   | 3 | 1 | 1 | 1 | 1  | 1  | 0  | 4   |
| Oriental   | 3 | 0 | 0 | 3 | 2  | 6  | −4 | 0   |

| 29 Dezembro 2015 | Benfica          | 1 – 0  | Nacional | Lisbon                                                       |  |
| 19:45            | Raúl Jiménez 89' | Report |          | Estádio: Estádio da Luz Público: 20 107 Árbitro: João Capela |  |

| 19 Janeiro 2016 | Oriental | 0 – 1  | Benfica     | Lisbon                                                      |  |
| 15:00           |          | Report | Talisca 74' | Estádio: Estádio Eng.º Carlos Salema Árbitro: Tiago Antunes |  |

| 26 Janeiro 2016 | Moreirense        | 1 – 6  | Benfica                                                        | Moreira de Cónegos                                                           |  |
| 20:30           | Iuri Medeiros 25' | Report | Talisca 12' (pen.) 14' 83' · Gaitán 20' 90' · Raúl Jiménez 30' | Estádio: Com. Joa. de Alm. Freitas Público: 4 206 Árbitro: Sérgio Piscarreta |  |

#### Taça CTT 2015/2016 - Meias-Finais
| segunda feira - 2 de maio de 2016 | Benfica                      | 2 – 1     | Braga          | Lisboa, Portugal                                                           |  |
| 19:45 UTC                         | Jonas 59' · Raúl Jiménez 71' | Relatório | Rafa Silva 19' | Estádio: Estádio da Luz Público: 24 933 Espetadores Árbitro: Tiago Martins |  |

#### Taça CTT 2015/2016 - Final
| sexta feira - 20 de maio de 2016 | Marítimo                               | 2 – 6     | Benfica                                                                                       | Coimbra, Portugal                                                                       |  |
| 19:45 UTC                        | João Diogo 45' · Fransérgio 83' (pen). | Relatório | Jonas 11' · Kostas Mitroglou 18' 38' · Nico Gaitán 77' · Jardel 90' · Raúl Jiménez 90' (pen). | Estádio: Estádio Cidade de Coimbra Público: 28 800 Espetadores Árbitro: Fábio Veríssimo |  |

| Marítimo | Benfica |

| Marítimo:    |    |                               |
|              |    |                               |
|              |    |                               |
| GR           | 80 | Alireza Haghighi              |
| D            | 2  | João Diogo 73'                |
| D            | 91 | Patrick Vieira 90+8'          |
| D            | 5  | Dirceu 11'                    |
| D            | 62 | Maurício Antônio 60'          |
| M            | 23 | Damien Plessis                |
| M            | 7  | Alex Soares 63'               |
| M            | 11 | Éber Bessa 90+4'              |
| M            | 35 | Fransérgio 82'                |
| A            | 12 | Edgar Costa 65' 85'           |
| A            | 60 | Donald Djoussé                |
| Suplentes:   |    |                               |
| GR           | 80 | Predefinição:Country data IRA |
| D            | 4  | Deyvison                      |
| D            | 8  | 60'                           |
| M            | 20 | Alemanha                      |
| A            | 19 | 85'                           |
| A            | 14 | Espanha                       |
| A            | 29 | 70'                           |
| Treinador:   |    |                               |
| Nelo Vingada |    |                               |

| Benfica:    |    |                                |
|             |    |                                |
| GR          | 1  | Ederson Moraes                 |
| D           | 34 | André Almeida                  |
| D           | 14 | Victor Lindelöf                |
| D           | 33 | Jardel 44'                     |
| D           | 19 | Eliseu 30'                     |
| M           | 5  | Ljubomir Fejsa                 |
| M           | 21 | Pizzi                          |
| M           | 85 | Renato Sanches 29'             |
| M           | 39 | Mehdi Carcela 66'              |
| A           | 11 | Konstantinos Mitroglou 48' 86' |
| A           | 17 | Jonas 79'                      |
| Suplentes:  |    |                                |
| GR          | 13 | Paulo Lopes                    |
| D           | 50 | Nélson Semedo                  |
| D           | 2  | Lisandro López                 |
| M           | 7  | Andreas Samaris 90'            |
| M           | 30 | Anderson Talisca               |
| A           | 18 | Eduardo Salvio 83'             |
| A           | 9  | Raúl Jiménez 70'               |
| Treinador:  |    |                                |
| Rui Vitória |    |                                |

## Liga dos Campeões

#### Fase de grupos
| Pos | Equipe             | Pts | J | V | E | D | GP | GC | SG | Classificado                     |  | ATL | BEN | GAL | AST |
| --- | ------------------ | --- | - | - | - | - | -- | -- | -- | -------------------------------- |  | --- | --- | --- | --- |
| 1   | Atlético de Madrid | 13  | 6 | 4 | 1 | 1 | 11 | 3  | +8 | Classificado às oitavas de final |  | —   | 1–2 | 2–0 | 4–0 |
| 2   | Benfica            | 10  | 6 | 3 | 1 | 2 | 10 | 8  | +2 | Classificado às oitavas de final |  | 1–2 | —   | 2–1 | 2–0 |
| 3   | Galatasaray        | 5   | 6 | 1 | 2 | 3 | 6  | 10 | −4 | Transferido para Liga Europa     |  | 0–2 | 2–1 | —   | 1–1 |
| 4   | Astana             | 4   | 6 | 0 | 4 | 2 | 5  | 11 | −6 | Eliminado                        |  | 0–0 | 2–2 | 2–2 | —   |

| 15 de setembro de 2015 | Benfica                    | 2 – 0     | Astana | Estádio da Luz, Lisboa                          |
| 20:45                  | Gaitán 51' · Mitroglou 62' | Relatório |        | Público: 32 799 Árbitro: GRE Tasos Sidiropoulos |

| 30 de setembro de 2015 | Atlético de Madrid | 1 – 2     | Benfica                 | Estádio Vicente Calderón, Madrid             |
| 20:45                  | Correa 23'         | Relatório | Gaitán 36' · Guedes 51' | Público: 40 938 Árbitro: ITA Gianluca Rocchi |

| 21 de outubro de 2015 | Galatasaray                   | 2 – 1     | Benfica   | Türk Telekom Arena, Istambul                |
| 20:45                 | İnan 19' (pen) · Podolski 33' | Relatório | Gaitán 2' | Público: 33 615 Árbitro: SCO William Collum |

| 3 de novembro de 2015 | Benfica                | 2 – 1     | Galatasaray  | Estádio da Luz, Lisboa                     |
| 20:45                 | Jonas 52' · Luisão 67' | Relatório | Podolski 58' | Público: 35 726 Árbitro: SRB Milorad Mažić |

| Benfica | Galatasary |

| 25 de novembro de 2015 | Astana                   | 2 – 2     | Benfica          | Astana Arena, Astana                      |
| 16:00                  | Twumasi 19' · Aničić 31' | Relatório | Jiménez 40', 72' | Público: 15 089 Árbitro: FRA Ruddy Buquet |

| Astana | Benfica |

| 8 de dezembro de 2015 | Benfica       | 1 – 2     | Atlético de Madrid    | Estádio da Luz, Lisboa                      |
| 20:45                 | Mitroglou 75' | Relatório | Saúl 33' · Vietto 55' | Público: 47 630 Árbitro: ROU Ovidiu Haţegan |

#### Fase final

##### Oitavos de final
Jogo de ida
| 16 de fevereiro de 2016 | Benfica     | 1 – 0     | Zenit | Estádio da Luz, Lisboa                       |
| 20:45                   | Jonas 90+1' | Relatório |       | Público: 48 615 Árbitro: ITA Gianluca Rocchi |

| Benfica | Zenit |

Jogo de volta
| 9 de março de 2016 | Zenit    | 1 – 2     | Benfica                    | Estádio Petrovsky, São Petersburgo         |
| 18:00              | Hulk 69' | Relatório | Gaitán 85' · Talisca 90+6' | Público: 17 688 Árbitro: HUN Viktor Kassai |

| Zenit | Benfica |

| Zenit:            |    |                             |
|                   |    |                             |
|                   |    |                             |
| GR                | 1  | Yuri Lodigin                |
| D                 | 2  | Aleksandr Anyukov           |
| D                 | 6  | Nicolas Lombaerts 78'       |
| D                 | 13 | Luís Neto                   |
| D                 | 81 | Yuri Zhirkov                |
| M                 | 8  | Maurício 69'                |
| M                 | 10 | Danny                       |
| M                 | 28 | Axel Witsel 70'             |
| M                 | 7  | Hulk 85'                    |
| A                 | 9  | Aleksander Kokorin 82'      |
| A                 | 22 | Artyom Dzyuba               |
| Suplentes:        |    |                             |
| GR                | 1  | Ederson                     |
| D                 | 28 | Sílvio                      |
| D                 | 50 | André Almeida (futebolista) |
| M                 | 30 | Renato Sanches              |
| A                 | 14 | Eduardo Salvio 70'          |
| A                 | 17 | Oleg Shatov 85'             |
| A                 | 92 | Pavel Dolgov 82'            |
| Treinador:        |    |                             |
| André Villas-Boas |    |                             |

| Benfica:    |    |                             |
|             |    |                             |
|             |    |                             |
| GR          | 12 | Júlio César                 |
| D           | 50 | Nélson Semedo               |
| D           | 14 | Victor Lindelöf 78'         |
| D           | 33 | Jardel                      |
| D           | 19 | Alex Grimaldo               |
| M           | 7  | Andreas Samaris 69'         |
| M           | 21 | Pizzi                       |
| M           | 85 | Anderson Talisca 70'        |
| M           | 10 | Nicolás Gaitán 85'          |
| A           | 9  | Konstantinos Mitroglou 82'  |
| A           | 17 | Jonas                       |
| Suplentes:  |    |                             |
| GR          | 1  | Ederson                     |
| D           | 28 | Sílvio                      |
| D           | 50 | André Almeida (futebolista) |
| M           | 30 | Renato Sanches              |
| A           | 18 | Eduardo Salvio 70'          |
| A           | 2o | Gonçalo Guedes 85'          |
| A           | 9  | Raúl Jiménez 82'            |
| Treinador:  |    |                             |
| Rui Vitória |    |                             |

#### Primeira Mão
| terça feira - 5 de abril de 2016 | Bayern de Munique | 1 – 0     | Benfica | Munique, Alemanha                                |  |
| 19:45 UTC                        | Arturo Vidal 2'   | Relatório |         | Estádio: Allianz Arena Árbitro: Szymon Marciniak |  |

| Bayern de Munique | Benfica |

| Bayern de Munique: |    |                    |
|                    |    |                    |
|                    |    |                    |
| GR                 | 12 | Manuel Neuer       |
| D                  | 21 | Philipp Lahm       |
| D                  | 18 | Juan Bernat 42'    |
| D                  | 27 | David Alaba        |
| D                  | 32 | Joshua Kimmich 60' |
| M                  | 11 | Douglas Costa 70'  |
| M                  | 6  | Thiago Alcântara   |
| M                  | 21 | Arturo Vidal       |
| M                  | 25 | Thomas Müller 85'  |
| A                  | 9  | Robert Lewandowski |
| A                  | 7  | Franck Ribéry 21'  |
| Suplentes:         |    |                    |
| GR                 | 26 | Sven Ulreich       |
| D                  | 13 | Rafinha            |
| D                  | 8  | Javi Martínez 60'  |
| M                  | 20 | Sebastian Rode     |
| A                  | 19 | Mario Götze 85'    |
| A                  | 14 | Xabi Alonso        |
| A                  | 29 | Kingsley Coman 70' |
| Treinador:         |    |                    |
| Josep Guardiola    |    |                    |

| Benfica:    |    |                            |
|             |    |                            |
| GR          | 1  | Ederson Moraes             |
| D           | 34 | André Almeida              |
| D           | 14 | Victor Lindelöf 62'        |
| D           | 33 | Jardel                     |
| D           | 19 | Eliseu                     |
| M           | 5  | Ljubomir Fejsa             |
| M           | 21 | Pizzi 90'                  |
| M           | 85 | Renato Sanches             |
| M           | 10 | Nicolás Gaitán             |
| A           | 11 | Konstantinos Mitroglou 70' |
| A           | 17 | Jonas 58' 83'              |
| Suplentes:  |    |                            |
| GR          | 13 | Paulo Lopes                |
| D           | 50 | Nélson Semedo              |
| D           | 2  | Lisandro López             |
| M           | 7  | Andreas Samaris 90'        |
| M           | 30 | Anderson Talisca           |
| A           | 18 | Eduardo Salvio 83'         |
| A           | 9  | Raúl Jiménez 70'           |
| Treinador:  |    |                            |
| Rui Vitória |    |                            |

#### Segunda Mão
| quinta feira - 13 de abril de 2016 | Benfica | 2 – 2     | Bayern de Munique | Lisboa, Portugal        |  |
| 19:45 UTC                          |         | Relatório |                   | Estádio: Estádio da Luz |  |

## Mercado de transferências de inverno (2015–16)
Legenda
- : Jogadores emprestados
- : Jogadores que voltam de empréstimo

| Entradas |      |                    |                  |
|          | Pos. | Jogador            | Clube anterior   |
|          | LE   | Alejandro Grimaldo | Barcelona B      |
|          | ATA  | Luka Jović         | Estrela Vermelha |

| Saídas |      |                 |                      |
|        | Pos. | Jogador         | Clube de destino     |
|        | M    | Bryan Cristante | Palermo              |
|        | M    | Filip Đuričić   | Anderlecht           |
|        | ATA  | Clésio Baúque   | Panaitolikos         |
|        | ATA  | Victor Andrade  | Vitória de Guimarães |

## Estatísticas
| Num. | Nac.          | Posição      | Jogador                     | Liga dos Campeões | Liga dos Campeões | Liga Portuguesa | Liga Portuguesa | Taça de Portugal | Taça de Portugal | Supertaça | Supertaça | Taça da Liga | Taça da Liga | Total | Total |
| Num. | Nac.          | Posição      | Jogador                     | Jogos             | Golos             | Jogos           | Golos           | Jogos            | Golos            | Jogos     | Golos     | Jogos        | Golos        | Jogos | Golos |
| ---- | ------------- | ------------ | --------------------------- | ----------------- | ----------------- | --------------- | --------------- | ---------------- | ---------------- | --------- | --------- | ------------ | ------------ | ----- | ----- |
| 1    | Brasil        | Guarda-redes | Ederson Moraes              | #                 | #                 | #               | #               | #                | #                | 2         | 0         | 0            | 0            | 2     | -2    |
| 12   | Brasil        | Guarda-redes | Júlio César                 | 6                 | -8                | 19              | -13             | 2                | -3               | 1         | 1         | -            | -            | 28    | -25   |
| 13   | Portugal      | Guarda-redes | Paulo Lopes                 | 0                 | 0                 | 0               | 0               | 0                | 0                | 0         | 0         | 0            | 0            | 0     | 0     |
| 2    | Argentina     | Defesa       | Lisandro López              | 33                | 4                 | 21              | 2               | 4                | 1                | 3         | 1         | 5            | 0            | 3     | -2    |
| 3    | Espanha       | Defesa       | Alex Grimaldo               | 0                 | 0                 | 2               | 0               | 1                | 0                | 2         | 0         | 0            | 0            | 3     | -2    |
| 4    | Brasil        | Defesa       | Luisão                      | 41                | 2                 | 28              | 1               | 6                | 0                | 2         | 1         | 5            | 0            | 3     | -2    |
| 23   | Brasil        | Defesa       | David Luiz                  | 27                | 3                 | 19              | 1               | 2                | 1                | 2         | 0         | 4            | 0            | 3     | -2    |
| 25   | Portugal      | Defesa       | Jorge Ribeiro               | 21                | 2                 | 15              | 1               | 4                | 0                | 0         | 0         | 2            | 1            | 3     | -2    |
| 34   | Brasil        | Defesa       | André Almeida (futebolista) | ?                 | 4                 | 24              | 3               | 6                | 0                | 3         | 0         | 2            | 1            | 3     | 0     |
| 50   | Portugal      | Defesa       | Nélson Semedo               | 23                | 0                 | 16              | 0               | 1                | 0                | 1         | 0         | 5            | 0            | 3     | 1     |
| 5    | Sérvia        | Médio        | Ljubomir Fejsa              | 35                | 4                 | 24              | 2               | 4                | 0                | 2         | 0         | 5            | 2            | 3     | -2    |
| 7    | Grécia        | Médio        | Andreas Samaris             | 29                | 2                 | 22              | 1               | 1                | 0                | 2         | 0         | 4            | 1            | 3     | -2    |
| 10   | Argentina     | Médio        | Nicolás Gaitán              | ?                 | 1                 | ?               | ?               | ?                | ?                | ?         | ?         | ?            | ?            | ?     | ?     |
| 15   | Países Baixos | Médio        | Ola John                    | ?                 | ?                 | ?               | ?               | ?                | ?                | ?         | 0         | ?            | ?            | ?     | ?     |
| 18   | Argentina     | Médio        | Eduardo Salvio              | ??                | ?                 | ?               | ?               | ?                | 0                | ?         | 0         | ?            | ?            | 1     | 0     |
| 20   | Portugal      | Médio        | Gonçalo Guedes              | ?                 | 1                 | ?               | ?               | ?                | 0                | ?         | 0         | ?            | ?            | ?     | 2     |
| 21   | Portugal      | Médio        | Pizzi                       | ??                | ?                 | ??              | ?               | ?                | 0                | ?         | 0         | ?            | ?            | ?     | ?     |
| 22   | Sérvia        | Médio        | Filip Djuricić              | ??                | ?                 | ??              | ?               | ?                | 0                | ?         | 0         | ?            | ?            | ?     | 0     |
| 23   | Marrocos      | Médio        | Adel Taarabt                | ?                 | ?                 | 0               | 0               | 0                | 0                | 0         | 0         | ?            | ?            | ?     | ?     |
| 24   | Itália        | Médio        | Bryan Cristante             | ?                 | ?                 | ?               | ?               | ?                | ?                | ?         | ?         | ?            | ?            | ?     | 0     |
| 30   | Brasil        | Médio        | Anderson Talisca            | ??                | ?                 | ?               | ?               | ?                | ?                | ?         | ?         | ?            | ?            | ?     | 6     |
| 39   | Marrocos      | Médio        | Mehdi Carcela               | ??                | ?                 | ??              | ??              | ?                | ?                | ?         | ?         | ?            | ?            | 22    | 3     |
| 40   | Portugal      | Médio        | João Teixeira               | 0                 | 0                 | 0               | 0               | 0                | 0                | 0         | 0         | 0            | 0            | 0     | 0     |
| 85   | Portugal      | Médio        | Renato Sanches              | 34                | 2                 | 25              | 1               | 5                | 0                | 1         | 1         | 3            | 0            | ??    | 1     |
| 9    | México        | Avançado     | Raúl Jiménez                | 35                | 6                 | 24              | 4               | 5                | 1                | 2         | 0         | 4            | 1            | 3     | -2    |
| 11   | Grécia        | Avançado     | Konstantinos Mitroglou      | 35                | 17                | 26              | 17              | 3                | 0                | 2         | 0         | 4            | 0            | 26    | 21    |
| 17   | Brasil        | Avançado     | Jonas                       | 6                 | 1                 | 19              | 19              | 1                | 0                | 1         | 0         | 1            | 0            | 28    | 20    |
| 35   | Sérvia        | Avançado     | Luka Jović                  | 0                 | 0                 | 0               | 0               | 0                | 0                | 0         | 0         | 0            | 0            | 0     | 0     |

1. ↑  «Zamora confirma Murillo no Benfica» [Zamora confirms Murillo to Benfica]. A Bola. 20 de maio de 2015. Consultado em 26 de dezembro de 2015. Arquivado do original em 1 de junho de 2015
2. 1 2 3 4 5 6 7 8 9 10 11 12 13 14 15 16  «Conheça os 10 novos reforços do Benfica» [Meet the 10 new Benfica players]. Diário de Notícias. 27 de junho de 2015. Consultado em 28 de junho de 2015
3. ↑  «U. Leiria confirma Lystsov em definitivo na Luz» [U. Leiria confirms Lystsov permanent move to Benfica]. Record. 31 de maio de 2015. Consultado em 9 de junho de 2015
4. ↑  «Benfica sign Adel Taarabt for 5 seasons». S.L. Benfica. 12 de junho de 2015. Consultado em 29 de junho de 2015
5. ↑  «Mehdi Carcela: I'm honoured to play for a mythical club». S.L. Benfica. 13 de junho de 2015. Consultado em 13 de junho de 2015
6. ↑  «Mostrar que posso ajudar a equipa» [Show that I can help the team]. S.L. Benfica. 13 de agosto de 2015. Consultado em 13 de agosto de 2015
7. ↑  «Tenho muita ambição» [I have a lot of ambition]. S.L. Benfica. 29 de dezembro de 2015. Consultado em 29 de dezembro de 2015
8. ↑  «Acuerdo con el Benfica para la cesión de Sílvio» [Agreement with Benfica for Sílvio loan] (em espanhol). Atlético de Madrid. 15 de julho de 2015. Consultado em 15 de julho de 2015
9. ↑  «Nem pensei duas vezes» [I didn't think twice]. S.L. Benfica. 6 de agosto de 2015. Consultado em 6 de agosto de 2015
10. ↑  «João Cancelo transferido para o Valência CF» [João Cancelo transferred to Valencia CF]. S.L. Benfica. 25 de maio de 2015. Consultado em 25 de maio de 2015
11. ↑  «Sulejmani transferred to Young Boys». S.L. Benfica. 9 de junho de 2015. Consultado em 29 de junho de 2015
12. ↑  «Conoce a Rogelio Funes Mori» [Meet Rogelio Funes Mori] (em espanhol). C.F. Monterrey. 12 de junho de 2015. Consultado em 12 de junho de 2015
13. ↑  S.L. Benfica (12 de junho de 2015). «Comunicado» [Announcement] (PDF). CMVM. Consultado em 28 de junho de 2015
14. ↑  «André Gomes joins Valencia CF on a permanent deal through to 2020». Valencia CF. 12 de junho de 2015. Consultado em 12 de junho de 2015
15. ↑  S.L. Benfica (15 de junho de 2015). «Comunicado» [Announcement] (PDF). CMVM. Consultado em 15 de junho de 2015
16. ↑  «Rodrigo Moreno joins Valencia CF on a permanent deal through to 2019». Valencia CF. 15 de junho de 2015. Consultado em 28 de junho de 2015
17. ↑  «Rúben Pinto deixa o Benfica e assina pelos azuis» [Rúben Pinto leaves Benfica and signs for the blues]. Record. 17 de junho de 2015. Consultado em 26 de dezembro de 2015. Arquivado do original em 16 de julho de 2015
18. ↑  «Loris Benito transferred to Young Boys». S.L. Benfica. 23 de junho de 2015. Consultado em 29 de junho de 2015
19. ↑  «Bruno Gaspar a título definitivo» [Bruno Gaspar joins permanently]. Vitória S.C. 27 de junho de 2015. Consultado em 29 de junho de 2015
20. ↑  «Ivan Cavaleiro no Mónaco até 2020» [Ivan Cavaleiro at Monaco until 2020]. S.L. Benfica. 10 de julho de 2015. Consultado em 10 de julho de 2015
21. ↑  «Al Ahli anuncia contratação de Lima» [Al Ahli announce the signing of Lima]. Maisfutebol. 24 de julho de 2015. Consultado em 24 de julho de 2015
22. ↑  «Comunicado» [Announcement] (PDF). CMVM. S.L. Benfica. 30 de julho de 2015. Consultado em 30 de julho de 2015
23. ↑  «Dálcio: "Quero impressionar o míster Sá Pinto"» [Dálcio: "I want to impress mister Sá Pinto"]. Record. 29 de junho de 2015. Consultado em 26 de dezembro de 2015. Arquivado do original em 7 de julho de 2015
24. ↑  «Bebé emprestado ao Rayo Vallecano» [Bebé loaned to Rayo Vallecano]. S.L. Benfica. 10 de julho de 2015. Consultado em 10 de julho de 2015
25. ↑  «Hélder Costa cedido ao Mónaco» [Hélder Costa loaned to Monaco]. S.L. Benfica. 10 de julho de 2015. Consultado em 10 de julho de 2015
26. ↑  «Benfica: Jhon Murillo emprestado ao Tondela» [Benfica: Jhon Murillo on loan to Tondela]. Maisfutebol. 16 de julho de 2015. Consultado em 16 de julho de 2015
27. ↑  «Flamengo oficializa empréstimo de César» [Flamengo officialize César loan]. A Bola. 18 de julho de 2015. Consultado em 26 de dezembro de 2015. Arquivado do original em 19 de julho de 2015
28. ↑  «Derley já assinou pelo Kayserispor» [Derley has already signed for Kayserispor]. O Jogo. 20 de julho de 2015. Consultado em 20 de julho de 2015
29. ↑  «Kayserispor: Derley e Diego Lopes nem pensaram duas vezes» [Kayserispor: Derley and Diego Lopes did not think twice]. Maisfutebol. 22 de julho de 2015. Consultado em 22 de julho de 2015
30. ↑  «Rui Fonte reforça o plantel do SC Braga» [Rui Fonte joins SC Braga squad]. SC Braga. 30 de julho de 2015. Consultado em 26 de dezembro de 2015. Arquivado do original em 30 de julho de 2015
31. ↑  «Pelé emprestado ao P. Ferreira» [Pelé loaned to P. Ferreira]. S.L. Benfica. 1 de agosto de 2015. Consultado em 3 de agosto de 2015
32. ↑  http://relvado.aeiou.pt/benfica/yannick-djalo-continua-no-mordovia-saransk-509688
33. ↑  «Raphael Guzzo emprestado ao Tondela» [Raphael Guzzo loaned to Tondela]. S.L. Benfica. 10 de agosto de 2015. Consultado em 11 de agosto de 2015
34. ↑  «Fariña emprestado ao Rayo Vallecano» [Luis Fariña loaned to Rayo Vallecano]. S.L. Benfica. 13 de agosto de 2015. Consultado em 13 de agosto de 2015
35. ↑  «Ruben Amorim emprestado ao Al-Wakrah» [Rúben Amorim loaned to Al-Wakrah]. S.L. Benfica. 14 de agosto de 2015. Consultado em 15 de agosto de 2015
36. ↑  «OFICIAL: Jonathan Rodriguez emprestado ao Corunha» [OFFICIAL: Jonathan Rodriguez loaned to Corunha]. Maisfutebol. 20 de agosto de 2015. Consultado em 20 de agosto de 2015
37. ↑  «Cópia arquivada». Consultado em 26 de dezembro de 2015. Arquivado do original em 4 de março de 2016
38. ↑  http://www.redbullsalzburg.at/en/fc-red-bull-salzburg/news/saison_2015_16/red-bulls-make-new-signing.html
39. ↑  http://www.abola.pt/clubes/ver.aspx?t=3&id=568012
40. ↑  http://www.readingfc.co.uk/news/article/ola-john-reading-transfer-deadline-day-2663659.aspx
41. ↑  http://www.canaldeportivo.com/servlet/es.iris.servlets.Noticias?accion=4&ver=1&nid=28672&mid=12
42. ↑  http://www.nottinghamforest.co.uk/news/article/portuguese-striker-signs-2663452.aspx